# Агаєв Камран Аділ-огли
Камран Агаєв (азерб. Kamran Ağayev, нар. 9 лютого 1986, Дівічі) — азербайджанський футболіст, воротар клубу «Боавішта».
Виступав, зокрема, за клуби «Шафа» та «Габала», а також національну збірну Азербайджану.

## Клубна кар'єра
У дорослому футболі дебютував 2001 року виступами за команду клубу «Шафа», в якій провів три сезони, взявши участь у 26 матчах чемпіонату.
Своєю грою за цю команду привернув увагу представників тренерського штабу клубу «Туран», до складу якого приєднався 2004 року. Відіграв за команду з Товуза наступні два сезони своєї ігрової кар'єри.
У 2006 році уклав контракт з клубом «Хазар-Ланкаран», у складі якого провів наступні сім років своєї кар'єри гравця.
Протягом 2013 року захищав кольори команди клубу «Баку».
З 2014 року два сезони захищав кольори команди клубу «Габала». Більшість часу, проведеного у складі «Габали», був основним голкіпером команди.
До складу клубу «Боавішта» приєднався 2016 року. Відтоді встиг відіграти за клуб з Порту 12 матчів в національному чемпіонаті.

## Виступи за збірну
У 2008 році дебютував в офіційних матчах у складі національної збірної Азербайджану. Наразі провів у формі головної команди країни 64 матчі.

## Титули і досягнення
- Чемпіон Азербайджану (1):

«Хазар-Ланкаран»: 2006-07
- Володар Кубка Азербайджану (4):

«Хазар-Ланкаран»: 2006-07, 2007-08, 2010-11: «Кешла»: 2017-18
- Володар Кубка Співдружності (1):

«Хазар-Ланкаран»: 2008